# Vicente Bas de Tejada
Vicente Bas de Tejada (Morata de Jalón, 22 de enero de 1810-Zaragoza, 19 de febrero de 1875) fue un jurista español.

## Biografía
Fue hijo de Manuel Bas de Morata y Catarina Tejada de Borja, vecinos ambos de Morata de Jalón. Estudió en el Seminario conciliar de San Valero y San Braulio de Zaragoza como colegial interno. Del año 1827 al 1830 cursó en la Universidad de Zaragoza: el primer año de Leyes en la Cátedra de Historia y Elementos del Derecho romano; el segundo año en la de Instituciones de Derecho romano y el tercer año en la cátedra de Instituciones de Derecho Patrio.
De 1830 a 1832 cursó privadamente y aprobó, en la referida Universidad, el 4.º y 5.º año de Leyes. El 30 de julio de 1832 recibía el Bachillerato en Derecho civil.De 1832 a 1834 estudió y ganó el 6.º año de Leyes en la cátedra de Decretales y el 7.º en la de Jurisprudencia, Práctica forense y Novísima Recopilación. Obtuvo por unanimidad, en la Universidad de Zaragoza, los grados de Licenciado y Doctor en Leyes, respectivamente, el 14 y 22 de junio de 1834. De 1833 a 1834 cursó y aprobó en la Real Sociedad Aragonesa de Zaragoza un año de Economía política y otro de Agricultura.
Abogado de los Tribunales Nacionales (por título del 8 de septiembre de 1834). Fue individuo de la Junta de Sanidad de la villa de Morata de Jalón en 1834; abogado consultor del Tribunal de Comercio de Zaragoza (junio-diciembre de 1838); diputado provincial en representación del partido judicial de Calatayud en 1841.
Se le condecoró con una Cruz por la defensa de Zaragoza con las armas (el 1 de diciembre de 1839).
Consiguió el grado de bachiller en Filosofía el 29 de noviembre de 1845; y un año después los grados de Licenciado en la facultad de Filosofía (Sección de Letras) y el de Doctor en la misma Sección, respectivamente, el 10 y 14 de junio de 1846.
Por encargo del Rector de la Universidad de Zaragoza (1 de octubre de 1833) desempeñó el cargo de “Lector extraordinario” de 2.º año en la Facultad de Jurisprudencia. Por el claustro general de aquella Universidad fue nombrado, el 12 de diciembre de 1837, sustituto de primer año en la Facultad de Jurisprudencia. Este cargo lo desempeñó ininterrumpidamente hasta cuando —el 19 de octubre de 1842— pasó a ser sustituto de 2.º año en la misma Facultad.
Por real orden de 7 de diciembre de 1844 fue nombrado catedrático interino “con honores y sueldo de propietario” para el referido 2.º año. Por real orden de 28 de septiembre de 1845 se le ofrecía la misma categoría de interino para la asignatura de “Economía política y Administración”. Consta que solicitó el título de Regente de primera clase en la Facultad de Jurisprudencia (el 28 de febrero de 1846).
Por real orden de 31 de julio de 1846 fue nombrado catedrático propietario de entrada para la asignatura de “Economía política y Administración” en la Facultad de Filosofía de la Universidad de Zaragoza. Con la reforma de la ley Moyano, su cátedra pasó a la Facultad de Derecho con la denominación de “Economía y Estadística”, tal y como lo documenta el escalafón de 1858. Desempeñó la cátedra citada hasta el día en que falleció.
Conforme a la “continuación” del Proyecto de escalafón de los catedráticos de Universidad, publicado el 5 de octubre de 1846, ocupaba por orden de antigüedad el núm. 36. Por real orden de 4 de enero de 1854 se le concedió la categoría de ascenso. Por real orden de 30 de diciembre de 1863 se le ascendió al núm. 90 en el escalafón general de antigüedad de los profesores de las Universidades con un sueldo anual de 16.000 reales.

## Obras
En el AGA (expediente personal) se conservan los siguientes programas de curso: el “Programa de Economía política” (relativo al curso de 1851 a 1852); el “Programa de Derecho político y administrativo” (relativo al mismo curso); el “Programa de primer año de Economía política y estadística” y el “Programa de segundo año de Economía política y Estadística” (ambos programas están fechados el 15 de mayo de 1868). En la BNE se custodia el Discurso que pronunció en la solemne apertura de estudios de la Universidad de Zaragoza el 1 de octubre de 1860 (Imprenta y Litografía de Agustín Peiró, Zaragoza, [s. a], 27 pp.)